# Loek Geeraedts

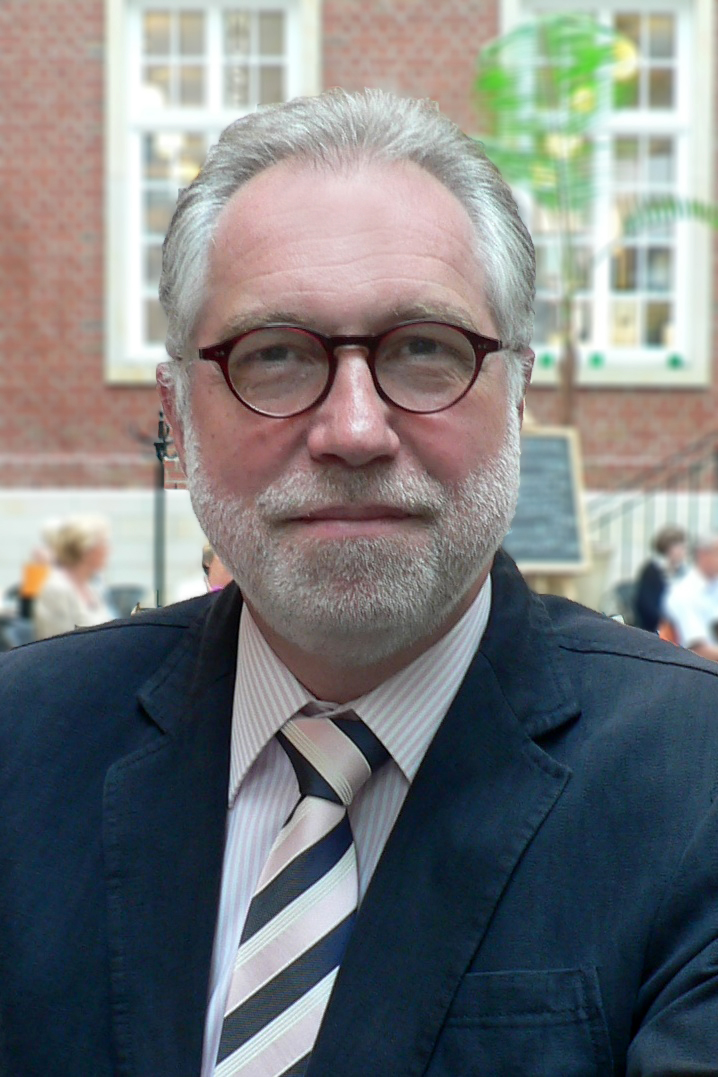
Loek Geeraedts in 2009

Louis Agnesius Johannes Maria (Loek) Geeraedts (Venlo, 21 februari 1951) is een Nederlands filoloog, die werkzaam was aan het Niederländisches Seminar van  de Westfaalse Wilhelms-Universiteit in Münster. Hij was zakelijk directeur (Geschäftsführer) van het Zentrum für Niederlande-Studien aldaar.

## Opleiding
Geeraedts behaalde in juni 1970 aan het Bisschoppelijk College Weert-Cranendonck zijn eindexamen Atheneum.
Sinds het wintersemester 1970/1971 stond hij aan de Westfälische Wilhelms-Universität Münster ingeschreven, aanvankelijk voor de vakken germanistiek, geschiedenis en politieke wetenschappen, later voor de vakken germanistiek, Neerlandistiek en algemene taalwetenschappen. Daarnaast volgde hij colleges in de vakken kunstgeschiedenis, muziekwetenschappen en volkskunde.
In 1971 moest hij zijn studie voor militaire dienst onderbreken. In het zomersemester 1972 kon hij zijn studie in Münster hervatten. Sinds 1976 studeerde hij daarnaast aan de Rijksuniversiteit Groningen de vakken germanistiek en neerderlandistiek. Daar behaalde hij zijn doctoraal in april 1978. Enkele maanden later behaalde hij aan de Westfälische Wilhelms-Universität Münster het Magister Artium-examen (MA).

## Academische loopbaan
In 1978 werd Geeraedts aangesteld als wetenschappelijk medewerker aan het instituut voor Nederlandse taal en letteren (Niederländisches Seminar, later het Institut für Niederländische Philologie) aan de Westfälische Wilhelms-Universität Münster, onder professor Jan Goossens. Geeraedts werd belast met onderwijs in en onderzoek van de oudere Nederlandse literatuur tot en met de 18de eeuw. In de jaren daarna publiceerde hij boeken en opstellen over de Nederlandse traditie van het Narrenschip van Sebastian Brant, over het middeleeuwse Van den vos Reynaerde en over de Uilenspiegel. In 1984 promoveerde hij met een dissertatie over het Middelnederduitse Stockholmse verzamelhandschrift Cod. Holm. Vu 73.
In de zomer van 1988 kreeg Geeraedts van de Universität Münster de opdracht een concept te schrijven voor de oprichting van een instituut voor de studie van de Nederlanden. De universiteit had per verordening van 15 juli 1988 de opdracht voor de oprichting van een dergelijk instituut toegewezen gekregen van het Ministerie van Wetenschappen van de deelstaat Nordrhein-Westfalen. Op 20 februari 1989 werd uiteindelijk het Zentrum für Niederlande-Studien door de senaat van de universiteit Münster officieel in dienst gesteld. Het nieuwe Zentrum kreeg direct daarna een eerste domicilie aan de Prinzipalmarkt in de binnenstad van Münster. In het zomersemester 1989 ging het Zentrum für Niederlande-Studien inofficieel van start. Geeraedts werd tot zakelijk directeur (Geschäftsführer) benoemd. De officiële opening van het Zentrum vond op 9 november 1989 in de Aula van de Westfälische Wilhelms-Universität Münster plaats. Prof. dr. Horst Lademacher werd 1990 tot eerste wetenschappelijk directeur van het Zentrum benoemd. 1999 werd prof. dr. Friso Wielenga diens opvolger.

## Zentrum für Niederlande-Studien
Het Zentrum für Niederlande-Studien is het enige wetenschappelijk instituut in Duitsland dat zich inter- en intradisciplinair bezighoudt in studie en wetenschappelijk onderzoek met de betrekkingen en transferprocessen tussen Nederland, België en Duitsland. Het Zentrum heeft zich tot doel gesteld een bijdrage te leveren tot een gefundeerde kennis met de betrekking tot het nederlandstalig gebied in Europa en tevens de betrekkingen tussen genoemde drie landen te bevorderen. 

Het Zentrum publiceert de resultaten van het wetenschappelijk onderzoek in een eigen boekenreeks Niederlande-Studien en in het jaarboek van het Zentrum für Niederlande-Studien. Het Zentrum heeft een eigen interdisziplinaire BA-studiegang Niederlande-Deutschland-Studien, verder daaraan aansluitend een binationale MA-studiegang in samenwerking met de Radboud Universiteit Nijmegen an. Daarnaast onderhoudt het Zentrum een online-Informatieportaal NiederlandeNet en een schoolproject over Nederland.

## Haus der Niederlande
Nadat de stad Münster 1992 had besloten in het voormalige Krameramtshaus, dat in 1589 in opdracht van het koopsmansgilde in Münster was gebouwd en dat sinds het begin van de 20ste eeuw tot 1993 de stadsbibliotheek herbergde, een Nederlands huis als cultureel centrum voor stad en universiteit in te richten, kreeg Geeraedts de opdracht, de verbouwing en de inrichting van het Haus der Niederlande te plannen en uit te voeren. Op 15 mei 1995 werd het Haus der Niederlande im Krameramtshaus officieel in aanwezigheid van Z.K.H. Prins Willem-Alexander der Nederlanden en Z.K.H. prins Philip van België geopend.
Sindsdien zijn in het huis het Zentrum für Niederlande-Studien en het Institut für Niederländische Philologie der Westfälischen Wilhelms-Universität Münster en het Sondersammelgebiet Niederländischer Kulturkreis der Universitäts- und Landesbibliothek Münster ondergebracht.

## Lidmaatschappen
Geeraedts is lid:
- van de Maatschappij der Nederlandse Letterkunde
- van de Westfaalse Commissie voor dialectologie[8]
- van de culturele raad van de stad Münster[9]

## Publicaties

### Boeken (als auteur of mede-uitgever)
- Sebastian Brant, Das neue Narrenschiff, Dortmund 1981, ISBN 3-8216-1110-3
- Sebastian Brant, Der sotten schip, Antwerpen 1548, verzorgd en van een nawoord voorzien, Middelburg 1981
- Die Stockholmer Handschrift Cod. Holm. Vu 73. Edition und Untersuchung einer mittelniederdeutschen Sammelhandschrift, Wien 1984 (Niederdeutsche Studien 32), ISBN 3-412-05384-8.
- Het Volksboek van Ulenspieghel. Naar de oudste, bewaard gebleven druk van Michiel Hillen van Hoochstraten te Antwerpen uit de eerste helft van de 16de eeuw, vertaald, ingeleid en van aantekeningen voorzien, Kapellen/Amsterdam 1986, ISBN 90-289-1155-3
- Franco-Saxonica. Münsterse Studies naar Nederlandse en Nederduitse Filologie, ISBN 3-529-04517-9
- Renke de Vos – Lübeck 1498. Zur Geschichte und Rezeption eines deutsch-niederländischen Bestsellers, Münster 1998
- Die Nachbarn im Visier. 10 Jahre Ausstellungen und Veranstaltungen im Haus der Niederlande in Münster 1995–2005, Münster 2005.

### Mede-uitgever
- Jaarboek van het Centrum voor Neerlandistiek
- en de boekenreeks Niederlande-Studien

### Opstellen (in vaktijdschriften, verzamelbundels etc.)
- Der zotten ende der narrenschip. Zur niederländischen Tradition des Narrenschiffs von Sebastian Brant, in: Niederdeutsches Wort 19 (1979), S. 29–66.
- Zu den Illustrationen in den niederländischen Ausgaben von Sebastian Brants Narrenschiff, in: Niederdeutsches Wort 20 (1980), S. 56-72.
- Van den Vos Reynaerde. Eine beschreibende Bibliographie der Sekundärliteratur zwischen 1944 und 1976, in: Reynaert, Reynard, Reynke. Studien zu einem mittelalterlichen Tierepos, herausgegeben von Jan Goossens und Timothy Sodmann, Köln/Wien 1980, S. 282-323.
- Die Straßburger Narrenschiff-Ausgaben und ihre Holzschnitte, in: Philobiblon XXIV (1980), S. 299-327.
- Zu der sog. ‚Antwerpener’ Holzschnittserie in der niederländischen Tradition von Sebastian Brants Narrenschiff, in: Quaerendo XI (1981), S. 24-33.
- Ulenspiegel in den Niederlanden. Bestandsaufnahme und Desiderata, in: Hermen Bote. Bilanz und Perspektiven der Forschung. Beiträge zum Hermen-Bote-Kolloquium vom 3. Oktober 1981 in Braunschweig, herausgegeben von Herbert Blume und Werner Wunderlich, Göppingen 1982, S. 93-108.
- Eulenspiegel in den Niederlanden vor Charles de Coster, in: Eulenspiegel-Jahrbuch 25 (1985), S. 11-29.
- Literarische Beziehungen zur Zeit der Hanse. Zur Entmythologisierung einer Stammlerschen These, in: Sprachkontakt in der Hanse. Aspekte des Sprachausgleichs im Ostsee- und Nord-seeraum. Akten des 7. Internationalen Symposions über Sprachkontakt in Europa, Lübeck 1986, herausgegeben von P. Sture Ureland, Tübingen 1987, S. 107-121.
- Von Jostes zu Goossens. Zur Geschichte der Niederlandistik in Münster 1920-1990, in: Franco-Saxonica. Münstersche Studien zur niederländischen und niederdeutschen Philologie. Jan Goossens zum 60. Geburtstag, herausgegeben von Robert Damme, Loek Geeraedts, Gunter Müller und Robert Peters, Neumünster 1990, S. 569-585.
- en talrijke bijdragen in het Jahrbuch des Zentrums für Niederlande-Studien.

## Weblinks
- Literatuurlijst Loek Geeraedts[dode link] in de Catalogus van de Koninklijke Bibliotheek Nederland
- Vita und Publikationen - Universität Münster
- Zentrum für Niederlande-Studien
- Institut für Niederländische Philologie
- Haus der Niederlande